# أحمد يحيى (مخرج)
أحمد يحيى (16 يونيو 1944 – 7 فبراير 2022)، هو مخرج أفلام مصري. مثل في صغره بعض الأدوار في بعض الأفلام السينمائية في فترة ستينيات القرن العشرين مع باقة من مشاهير النجوم في ذلك الوقت مثل هند رستم وتحية كاريوكا وإسماعيل ياسين وعبد الحليم حافظ.

## سيرة
ولد أحمد يحيى في 16 يونيو من عام 1944 بقرية القضابي التابعة لمركز الفشن جنوب محافظة بني سويف. حصل على بكالوريوس المعهد العالي للسينما عام 1968 شعبة إخراج.

## بداياته الأولى
بدأ تاريخه كمخرج ناجح منذ كان في الحادية والعشرين من عمره. بدأ كمساعد مخرج لمخرجين عظماء مثل حسين كمال وحلمي حليم وأشرف فهمي ومحمد عبد العزيز. وكان «العذاب امرأة» هو أول أفلامه.
كان أحمد يعلم أنه يمتلك الموهبة والقدرات والخبرة لإخراج الأفلام. برحيل حلمي حليم، الذي كان أحمد يعمل كمساعد مخرج له قرر أحمد أن يبدأ في الإخراج وأن يتوقف عن العمل كمساعد مخرج. كان يهوى المسرحيات التي كتبها الكاتب السويدي الشهير سترايندنبرج، والذي كتب حوالي 27 مسرحية، كلها تدور حول الخيانة وقد انتهت حياة الكاتب من فرط كتابته إلى الجنون. وقع اختيار أحمد على رواية «الأب»، وقرر تحويلها إلى فيلم باسم «العذاب امرأة». ظل أحمد دائم التفكير في سيناريو الفيلم. وكان علي الزرقاني السيناريست أفضل كاتبي السيناريو في هذا الوقت فطلب منه أحمد كتابة سيناريو تلك الرواية وباع أحمد الشقة التي يمتلكها لشراء سيناريو «العذاب امرأة»، وقام بدفع مبلغ 3000 جنيه ثمنا للسيناريو.
انتهى علي الزرقاني من السيناريو بعد سنة كاملة تخللتها جلسات ولقاءات ومناقشات طويلة مع أحمد. بدأ أحمد في طرق الأبواب على المنتجين والموزعين في ذلك الوقت، الذين كانوا يتوسمون فيه دائما مخرج المستقبل. على الرغم من ذلك فقد كان الغضب والإحباط والإخفاق حصيلة اللقاء فكل من امتدحوه قبلا يخشون اليوم أن يغامروا مع شاب في أول أعماله على الرغم من موهبته.
لم يجد أحمد أي موزع أو منتج يقبل أن يمول الفيلم أو حتى يقرضه جزءاً لتمويل الفيلم، حتى أنه عرض إخراج الفيلم بدون أجر، كما عرض السيناريو الذي كبده مبلغا هائلا في ذلك الوقت بدون أجر لكن دون جدوى. حتى التقى بالصدفة مع رياض العقاد، شقيق المخرج مصطفى العقاد.
كان رياض العقاد بصدد إنشاء شركة إنتاج بمصر. ووافق على إنتاج الفيلم. أخيرا، قام أحمد بتحقيق حلمه، ووقع اختياره على محمود ياسين، ونيللي لبطولة الفيلم. وعرض الفيلم، وسط كم هائل من الأفلام الكبيرة لمخرجين ونجوم كبار، فقد كان يعرض في نفس الوقت فيلم «أفواه وأرانب» لسيدة الشاشة العربية فاتن حمامة من إخراج المخرج الكبير بركات. وضرب فيلم أحمد يحيى الإيرادات، مفاجأة تعلن عن مولد مخرج كبير. حصل الفيلم على تقدير النقاد والمشاهدين وحصل على العديد من الجوائز. وأصبح أحمد يحيى المخرج الصاعد.
وولا يُغفل الدور الكبير للفنان محمود ياسين في مساندة أحمد. فقد كان محمود ياسين يرى الموهبة في المخرج الصاعد حتى انه كان يعرض سيناريو الفيلم على من يقابلهم من منتجين وموزعين، ولكن كان يفاجأ بالرد بأن الفيلم قصته غير ملائمة للسوق المصري، حيث أن القصة تدور حول تشكيك امرأة لزوجها حول كونه الأب الحقيقي لابنهما الوحيد. ولكن بعد النجاح الذي لاقاه الفيلم ذهب كل المنتجين الكبار والموزعين في ذلك الوقت لتهنئة أحمد، وكانوا يعرضون عليه دفعات مقدمة لأي مشروع فيلم يختاره. وتوالت نجاحات أحمد، فقام بإخراج فيلم «رحلة النسيان» من إنتاج محمود ياسين عرفانا له بالجميل وتقديرا للنجم الكبير. وحقق الفيلم نجاحا مماثلا. كان السيناريست علي الزرقاني المفضل لأحمد، وحين توفى، بدأ أحمد في التعاون مع السيناريست مصطفى محرم، وكونا ثنائيا ناجحا في ثمانينيات وتسعينيات القرن العشرين.

## حتى لايطير الدخان
يقول المخرج أحمد يحيى أنه عندما قدم لعادل إمام أن يقوم بالدور الرئيسي في الفيلم:
قعد علشان يدخل الفيلم يأجلنى سنتين كان خايف من موضوع الفيلم والشخصية. الشخصية بها نزعة انتقامية وهو لا يريد أن يظهر كمنتقم ثم انه سيموت في النهاية كانت أول مرة لعادل إمام أن يموت في نهاية فيلم وكان يعتقد أن الجمهور سينصرف عن الفيلم بسبب هذه النهاية وشخصية عادل المنتقمة حتى انه ذهب إلى السينما في العاشرة مساء عندما أخبرته أن كل الحفلات كاملة العدد ومحجوزة لمدة ثلاث أيام مقدمة فلم يصدق نفسه وحضر إلى السينما واستقبل استقبال حافل وفي النهاية سمع عاصفة من التصفيق مما جعله يخرج ما في جيبه ويعطيه لمدير السينما من فرط سعادته، كان العاملين يقولوا لعادل مبروك يا أستاذ عايزين الحلاوة.
وفي هذا الفيلم ظهرت الصحف وعليها مانشيت عادل يتفوق على شادية ونادية حيث كان يعرض في نفس التوقيت فيلم جبروت امرأة لنادية الجندي ولا تسألني من أنا لشادية لكن الفيلم الذي ظل عادل إمام مترددا في دخوله لمدة عامين جاء بالنسبة له فاتحة خير حيث نجح نجاحا ساحقا على المستوى النقدي والجماهيري ورشح عادل إمام لجائزة أحسن ممثل في مهرجان قرطاج.
و المعروف أن عادل إمام كان قد اضطر إلى الهروب من نفس دار العرض قبل فيلم الدخان بسنة أشهر حينما كان يعرض له فيلم «الحريف» فبعد نصف ساعة من عرض الفيلم سمع عادل إمام صفافير وكلمات الاستهجان من المشاهدين من الفيلم ومن عادل إمام فاضطر لترك السينما وهو في قمة الحزن والاكتئاب.

## كراكون في الشارع
ثم قدم أحمد يحيى عادل إمام في السنة التالية في فيلم «كراكون في الشارع» سنة (1986) وهو فيلم مختلف تماما عن حتى لا يطير الدخان ولعب عادل فيه دور يختلف عن دور الدخان فقد قدم أحمد يحيى أهم الأفلام الكوميدية لعادل إمام حيث انه الفيلم الوحيد الكوميدي لعادل إمام الذي يحوى فكرا ومضمونا وموقفا من الدولة وأجهزتها المترهلة والذي يقول أحمد يحيى في نهايته انه لولا تدخل رئيس الجمهورية في كل صغيرة وكبيرة ما فعل أحد من المسؤولين شيئا.
هذان الفيلمان من إنتاج وإخراج أحمد يحيى وقد لاقى هذا الفيلم كراكون نجاحا كبيرا أيضا على المستوى النقدي والجماهيري وكتب عنه كل المفكرين السياسيين الذين عادة أو نادرا ما يكتبون عن الأفلام مثل صلاح منتصر ومحمود عبد المنعم مراد وأنيس منصور وغيرهم.
و يحكى أحمد يحيى كيف بدأ التعاون واللقاء والحب الذي جمعه بفريد شوقي قائلا
بعد محمود ياسين جرى ورايا فريد شوقي وتولدت بيننا صداقة ورؤيا فنية مشتركة جعلتني أفكر لفريد شوقي فقط وبناء عليه عملت له خمسة أفلام متتالية ثلاثة من إنتاجه واثنين من إنتاج آخرين كانت البداية «لا تبكى يا حبيب العمر» يهمني هنا أن أحكي كيف بدأ التعاون واللقاء والحب الذي جمعني بفريد شوقي. 
كان فريد قد حكى لي عن قصة من تأليفه اسمها الأيدي القذرة ولم تعجبني القصة وفي ليلة كنت سهران عنده في الحديقة أنا وزوجته السيدة سهير ترك وبعد فترة قلت له اسمع يا ملك لقد غيرت في القصة بالشكل التالي ثم جلست أحكي له ولزوجته قصة فيلم لا تبكى يا حبيب العمر التي ألفتها أنا
حكيت له القصة بالحوار كانت النتيجة أن بكى فريد وزوجته في الحديقة وقمت منصرفا لأركب سيارتي فجرى ورائي وفوجئت به يضع في يدي مبلغ كبير من المال فقلت له ما هذا قال لي عربون ما حكيته لي فأنا أريد أن تكون هذه القصة ملكي وبالطبع لم أخذ منه النقود فقال لي إذن غدا نلتقي في المكتب لكي نوقع العقود ففريد بإحساسه وخبرته قد تأكد في هذه الليلة أن هذا الفيلم سيكون فيلم عمره وفعلا هذا ما حدث فقد صرح فريد في عدة لقاءات وأكد أن أعظم أفلامه وأحب أدوار له شخصيا وفيلم عمره هو فيلم لا تبكى يا حبيب العمر متخطيا بذلك أكثر من 350 فيلم قام بتمثيلهم
هذه الليلة كانت بداية 8 سنوات صداقة وحب وعمل مع فريد شوقي الذي يمكن أن أحكي عنه الكثير وللعلم إن هذا الفيلم قد أبكى العالم العربي ويذكر أن باعة «الكلينكس» المناديل الورقية كانوا يحتشدون على باب السينما لبيع المناديل قائلين للجمهور لابد لمن يدخل هذا الفيلم أن يحمل معه مناديل ورقية لأنه سيبكى كثيرا ويذكر أن الرئيس الراحل أنور السادات قد صرح في أحد خطبه الرسمية انه قد شاهد لا تبكى في منزله وانه بكى يومها كما لم يبك من قبل حتى انه قال لفريد شوقي لقد أبكيتني يا فريد بس الفيلم حلو قوى قوى قوى!

## أعماله

### أولاً: الأفلام
- العذاب امرأة (1977)

تمثيل: نيللى، محمود ياسين، صفية العمري، عمر الحريري، على الشريف، ليلى جمال
- رحلة النسيان (1978)

تمثيل: نجلاء فتحي، محمود ياسين، هويدا، عمر الحريري، إنعام سالوسة، زين العشماوى، صبري عبد العزيز، على الشريف، أسامة عباس
- الأيدي القذرة (1979)

تمثيل: محمود ياسين، ناهد شريف، عادل أدهم، فريدة سيف النصر، وحيد سيف
- حب لا يرى الشمس (1980)

تمثيل: نجلاء فتحي، محمود عبد العزيز، فريد شوقي، صفية العمري، فاروق يوسف
- وداعا للعذاب (1978)

تمثيل: نجلاء فتحي، حسين فهمي، محمود عبد العزيز، سمير حسنى، عقيلة راتب
- لا تبكى يا حبيب العمر (1979)

تمثيل: فريد شوقي، ميرفت أمين، نور الشريف، أحمد الجز يرى، رجاء الجداوى، عبد الوارث عسر، محمد عناني
- اللعبة القذرة (1980)

تمثيل: نيللى، عزت العلايلى، سعيد صالح، أحمد رمزي، توفيق الدقن
سيناريو: عاطف بشاي
- ليلة بكى فيها القمر (1980)

تمثيل: صباح، حسين فهمي، نبيل الدسوقي، نظيم شعراوي
- حكمت المحكمة (1981)

تمثيل: فريد شوقي، يوسف شعبان، ماجدة الخطيب، يسرا، ليلى طاهر، حاتم ذوالفقار، عبد الرحيم الزرقانى
- وداد الغازية (1983)

تمثيل: محمود ياسين، نادية الجندي، عادل أدهم، توفيق الدقن، سيد زيان، نعيمة الصغير
- غدا سأنتقم (1983)

تمثيل: نجلاء فتحي، فاروق الفيشاوي، ماجدة الخطيب، صلاح نظمى، نعيمة الصغير، وداد حمدي
- النصابين (1984)

تمثيل: حسين فهمي، عادل أدهم، بوسي، شويكار، وحيد سيف، أسامة عباس
- حتى لا يطير الدخان (1984)

تمثيل: عادل إمام، سهير رمزي، سناء شافع، أحمد راتب، نادية أرسلان
- الموظفون في الأرض (1985)

تمثيل: فريد شوقي، شويكار، سمير صبري، ليلى علوي، صلاح السعدنى، سمية الألفي، وائل نور، سناء شافع
- انتحار صاحب شقة (1985)

تمثيل: نبيلة عبيد، كمال الشناوي، تحية كاريوكا، حاتم ذوالفقار، وائل نور، ميمي جمال
- كراكون في الشارع (1986)

تمثيل: عادل إمام، يسرا، على الشريف، أمل إبراهيم، نعيمة الصغير، عدوى غيث
- الصبر في الملاحات (1986)

تمثيل: نبيلة عبيد، عزت العلايلى، سعيد صالح، مديحه يسرى، تحية كاريوكا، أحمد بدير
- يا عزيزي كلنا لصوص (1989)

تمثيل: محمود عبد العزيز، ليلى علوي، صلاح قابيل، وداد حمدي، نادية أرسلان، مريم فخر الدين، عبد الله فرغلى، سعيد صالح، أسامة عباس
- الخادم (1990)

تمثيل: فاروق الفيشاوي، فريد شوقي، سهير رمزي، أحمد مظهر، هشام سليم، وحيد سيف، سيف الدين
- سماره الأمير (1991)

تمثيل: محمود حميدة، نبيلة عبيد، حمدي غيث، سناء شافع، يوسف داوود، مريم فخر الدين، وحيد سيف
- مراهقون ومراهقات (1991)

تمثيل: الهام شاهين، عايدة رياض، سلوى خطاب، حنان شوقي، مصطفى كريم
- السجينة 67 (1992)

تمثيل: حسين فهمي، الهام شاهين، هشام سليم، صلاح قابيل، لمياء الجداوى
- رجل له ماضي (1999)

تمثيل: فاروق الفيشاوي، كمال الشناوي، ليلى علوي، محمد فريد،
- نور ونار (1999)

تمثيل: فاروق الفيشاوي، ليلى علوي، مصطفى متولي، محمد متولي، عادل يحيى، طلعت زكريا، محمد الصاوي، عفاف رشاد، أحمد عزمي، أحمد زاهر، وفاء عامر، حسين الشربينى
- رحلة مشبوهة (2002)

تمثيل: محمود عبد العزيز، وفاء عامر، سعيد عبد الغنى، ممدوح وافى، عبد العزيز مخيون، إحسان القلعاوى، سامي سرحان، خالد على، محمد محمود عبد العزيز

### ثانياً: المسلسلات
- زى القمر

تمثيل: نجلاء فتحي، هشام عبد الحميد، كمال أبو رية، أبو بكر عزت، عبد العزيز مخيون، ندى بسيونى، أحمد عزمي
- البنات (2003)

تمثيل: منة شلبي، داليا مصطفى، داليا البحيرى، دنيا، هشام سليم، خالد أبو النجا، عمر الحريري، سميرة عبد العزيز، سيف عبد الرحمن، شريف سلامة، غادة إبراهيم
تأليف: نادر خليفة
إنتاج: فينوس فيلم (محسن علم الدين)
- السيف الوردي (2005)

تمثيل: صلاح السعدنى، نيرمين الفقى، ماجدة الخطيب، إنعام سالوسة، محمد وفيق، فاروق فلوكس، أحمد عقل، لمياء الأمير
تأليف: كرم النجار
إنتاج: ممدوح يوسف
- ولم تنسى أنها امرأة (2006)

تمثيل: نيرمين الفقى، محمود قابيل، سمير صبري، أحمد وفيق، سوسن بدر، عايدة رياض، سعيد عبد الغنى، حسن كامى، انجي شرف، سميرة عبد العزيز، ميسون، رامي وحيد، سيف عبد الرحمن، مريم فخر الدين
قصة: إحسان عبد القدوس
سيناريو: مصطفى إبراهيم
إنتاج: صوت القاهرة وفينوس فيلم (محسن علم الدين)
- امرأة في شق الثعبان (2007)

قصة وسيناريو: محمد الغيطى
تمثيل: نيرمين الفقى، كمال أبو رية، حسن حسنى، أحمد رفعت، سوسن بدر، حلمى فودة، عمرو محمود ياسين، ميمى جمال، ميسرة
إنتاج: اتحاد الإذاعة والتلفزيون وفينوس فيلم (محسن علم الدين)

## الوفاة
توفي أحمد يحيى في 7 فبراير 2022 م الموافق الموافق 6 رجب 1443هـ عن عمر ناهز السابعة والسبعين.

## روابط خارجية
- أحمد يحيى على موقع IMDb (الإنجليزية)
- أحمد يحيى على موقع قاعدة بيانات الأفلام العربية